# 시호테알린산맥

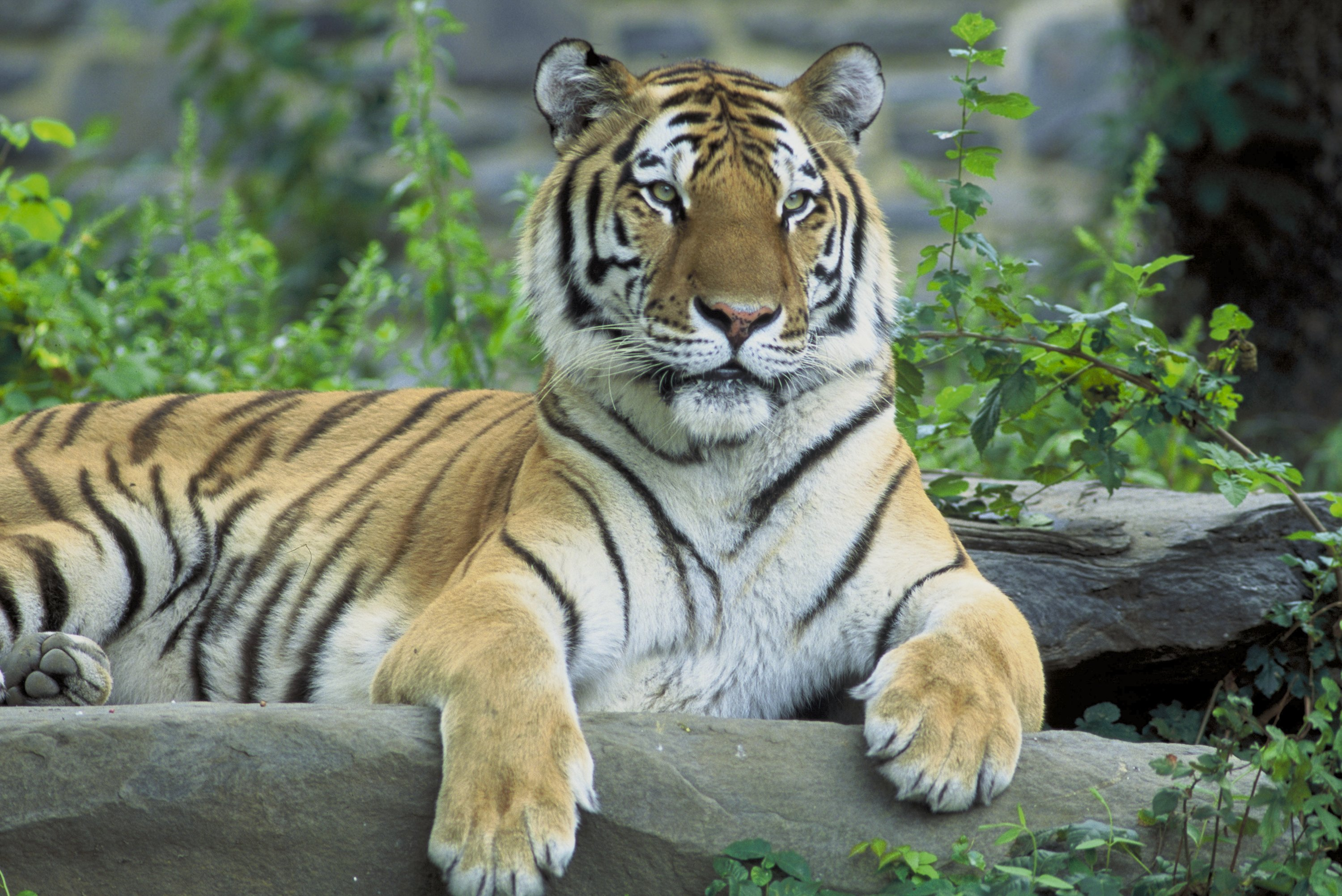
시호테알린산맥은 고양이과 동물 중 가장 큰 시베리아호랑이의 서식처이다.

시호테알린산맥(-山脈; 러시아어: Сихотэ-Алинь)은 러시아의 프리모르스키 지방과 하바롭스크 지방에 걸쳐있는 산맥이다. 블라디보스토크에서 북동쪽으로 900 km나 뻘어있다. 이 산맥의 가장 높은 산은 아닉산(1,933 m)이다.
1910년에서 1920년까지 블라디미르 아르세니예프(1872년~1930년)가 이 지역을 탐사했고 데르수우잘라(Dersu-Uzala)(1923년)라는 책을 발표했다.